# Stazione di Takada (Nara)
La stazione di Takada (高田駅?, Takada-eki) è una stazione ferroviaria situata nella città di Yamatotakada della prefettura di Nara in Giappone, ed è servita dalla linea Wakayama ed è capolinea della linea Sakurai, entrambe gestite dalla JR West. Vicino alla stazione si trova quella di Yamato Takada, dove è possibile interscambiare con la linea Kintetsu Ōsaka.

## Linee
JR West
■ Linea Wakayama
■ Linea Sakurai (linea Man'yō Mahoroba)

## Struttura
La stazione è costituita da un marciapiede a isola e uno laterale con tre binari passanti in grado di ospitare treni a sei casse, collegati al fabbricato viaggiatori a ponte da ascensori e scale fisse. Possiede servizi igienici, una biglietteria presenziata, e supporto alla bigliettazione elettronica ICOCA con tornelli automatici.
| 1-2 | ■ Linea Wakayama | per Ōji, Tennōji e JR Namba |
| 1-2 | ■ Linea Wakayama | per Gojō e Hashimoto        |
| 1-2 | ■ Linea Sakurai  | per Sakurai e Nara          |
| 3   | ■ Linea Wakayama | per Ōji, Tennōji e JR Namba |
| 3   | ■ Linea Sakurai  | per Sakurai e Nara          |

## Stazioni adiacenti
| ≪              | Servizio               | ≫              |
| Linea Wakayama | Linea Wakayama         | Linea Wakayama |
| -------------- | ---------------------- | -------------- |
| JR Goidō       | Locale Rapido Yamatoji | Yamato-Shinjō  |
| Linea Sakurai  |                        |                |
| Kanahashi      | Locale Rapido Yamatoji | JR Goidō       |